# Vuelta a El Salvador
Die Vuelta Ciclista a El Salvador (dt. El Salvador-Rundfahrt) ist ein salvadorianisches Straßenradrennen.
Das Rennen wurde 1964 zum ersten Mal ausgetragen und fand seitdem mit Unterbrechungen jährlich im April oder Mai bis 2007 statt. Von 2005 bis 2007 zählte das Etappenrennen zur UCI America Tour und war in die Kategorie 2.2 eingestuft. Kein Fahrer konnte das Rennen zweimal für sich entscheiden.

## Sieger
- 1964:  Armando Paniagua
- 1965:  Juan José Pontaza
- 1966–1967: nicht ausgetragen
- 1968:  Julio Patricio Merino
- 1969–1972: nicht ausgetragen
- 1973:  Antonio Funes
- 1974:  Fernando Moreno
- 1975:  Pedro Acu Tura
- 1976: nicht ausgetragen
- 1977:  Arquímedes Jaén
- 1978: nicht ausgetragen
- 1979:  Roberto López
- 1980: nicht ausgetragen
- 1981:  Gregorio Rodríguez
- 1982:  Carlos Aguilar
- 1983:  Rafael Ernesto Chávez
- 1984:  Arsenio Chaparro
- 1985:  Héctor Julio Patarroyo
- 1986:  Julio Carlos Morales
- 1987:  Jorge Landaverde
- 1988:  Luis Alfredo Pérez
- 1989:  Jair Bernal
- 1990:  Marcos Wilches
- 1991:  Luis Fernando Lara
- 1992:  José Daniel Bernal
- 1993:  Luis Cárdenas
- 1994:  Fredy Núñez
- 1995–2003: nicht ausgetragen
- 2004:  Carlos Enrique Ávalos
- 2005:  Cameron Hughes
- 2006:  Gregorio Ladino
- 2007:  Wilson Zambrano